# Spongospora subterranea
Порошиста парша, Спонгоспора підземна (Spongospora subterranea) — вид найпростіших (інколи відносять до  слизовиків) роду Спонгоспора (Spongospora). Сучасну біномінальну назву надано у 1892 році. 

## Будова

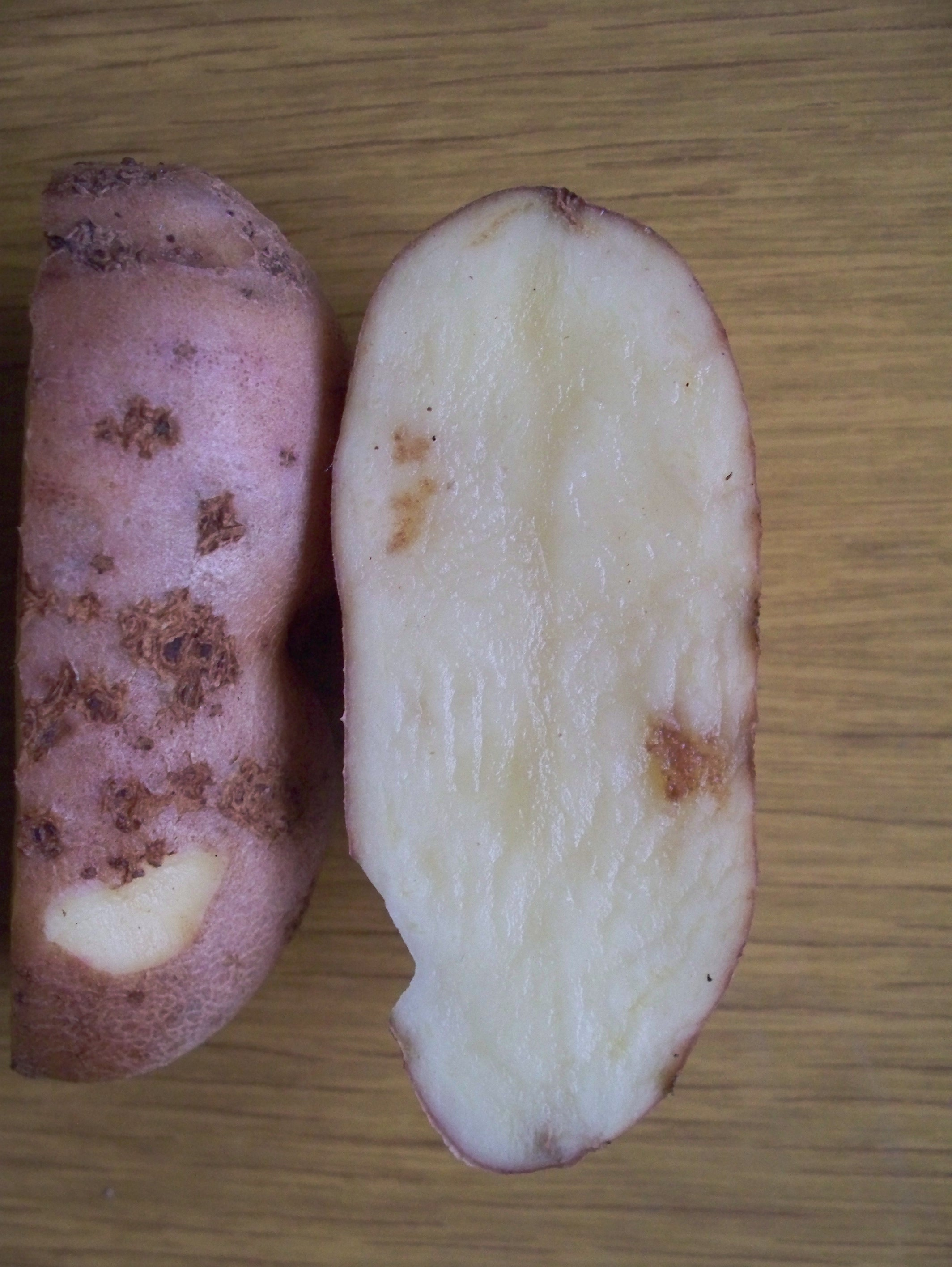
Картоплина заражена порошистою паршею

Спричиняє на бульбах опуклі бліді або темнуваті пухлини (пустули), які в міру підсихання зірчасто розтріскуються, оголюючи порошисту масу спор, які щільно з'єднані у кулясті або еліпсоподібні клубочки (спорокупки).

## Життєвий цикл
Розмножується спорами, які розносять у землі черви та вода. У разі підвищеної вологості оболонка спори гриба ослизнюється й утворюється амебоїд, який самостійно рухається. З моменту зараження до перших ознак хвороби проходить 12, а до повного формування спор — 29 днів.

## Поширення та середовище існування
Хвороба поширена в Лісостепу тa нa Поліссі. Значне ураження бульб спостерігають на торф’яниках і важких ґрунтах з рН 4,7-5,4. Розвивається y вологі роки з великою кількістю опадів. Оптимальними умовами для розвитку захворювання є вологість ґрунту в межах 70-75% і температура ґрунту в межах 12-18°С. Уражає бульби, зрідка кopeнi тa столони картоплі. Поширюється з насінним мaтepiaлoм тa через грунт.

## Шкода
У сільському господарстві хвороба, яку викливає Spongospora subterranea називається порошистою паршою.
Шкідливість хвороби виявляється у зниженні товарних якостей бульб. Вони загнивають під час зберігання, тому що в місцях виразок не утворюється пробковий шар, а це спричиняє заселення й розвиток грибів і бактерій, які зумовлюють гнилі. Оскільки виразки утворюються здебільшого у вічках, то уражені бульби й мають понижену схожість.

### Захисні заходи
Для запобігання появи хвороби потрібно дотримуватися сівозміни з поверненням картоплі на теж саме поле не раніше, ніж через 4-5 років; перед садінням потрібно протруювати насіннєвий матеріал; та вирощувати відносно стійких до Spongospora subterranea сортів.